# Jimmy Butler (herec)
Jimmy Butler (20. února 1921 Akron – 18. února 1945 Theding, Francie) byl americký dětský filmový herec, který byl aktivní ve 30. a na začátku 40. let.

## Životopis
Jimmy Butler byl synem pana a paní Merrill W. Butlerových. Své první herecké zkušenosti získal v Pasadena Community Playhouse.
Uznání si získal rolí ve svém filmovém debutu, snímku Only Yesterday z roku 1933. V roce 1934 jeho kariéra dostala další impuls, když sklidil velký ohlas kritiky za ztvárnění Jima Wadea ve filmu Manhattan Melodrama. Později hrál jednoho z mladých hrdinů, Boku, ve filmu No Greater Glory.
Dne 15. února 1941 se oženil se zpěvačkou Jean Fahrney. Jejich sňatek byl zpočátku tajný, ale vyšel najevo v březnu 1941. Zůstali manželé až do jeho smrti.
V roce 1945 Jimmy Butler zemřel v boji během druhé světové války ve francouzském městě Theding.

## Filmografie
- Only Yesterday (1933)
- Beloved (1934)
- No Greater Glory (1934)
- Manhattan Melodrama (1934)
- Mrs. Wiggs of the Cabbage Patch (1934)
- I'll Fix It (1934)
- Romance in Manhattan (1935)
- When a Man's a Man (1935)
- Laddie (1935)
- Dinky (1935)
- The Awakening of Jim Burke (1935)
- The Dark Angel (1935)
- Show Them No Mercy! (1935)
- Battle of Greed (1937)
- Stella Dallas (1937)
- County Fair (1937)
- Wells Fargo (1937)
- The Shopworn Angel (1938)
- Boys Town (1938)
- Winter Carnival (1939)
- Nurse Edith Cavell (1939)
- The Escape (1939)
- Call a Messenger (1939)
- Star Dust (1940)
- Golden Gloves (1940)
- Military Academy (1940)
- Naval Academy (1941)
- Rise and Shine (1941)
- Uncle Joe (1941)
- Tough As They Come (1942)
- The Hard Way (1943)
- This Is the Army (1943)
- Someone to Remember (1943)
- Corvette K-225 (1943)
- Girl Crazy (1943)